# 云龙镇 (宁波市)
云龙镇，是中华人民共和国浙江省宁波市鄞州区下辖的一个乡镇级行政单位。因驻地云龙而得名:124。

## 历史
唐朝时属鄮县，宋、元、明、清属鄞县，清乾隆时属翔凤乡、鄞溪乡、丰乐乡，宣统三年（1911年）为丰和乡，1930年属第三区、第四区，1946年9月设鸣凤乡（属东钱湖区）、丰乐乡（属鄞南区），1949年5月属姜山区，1950年5月丰乐乡分为石桥乡和甲村乡，呜凤乡分为云龙乡和观音乡，属横溪区，1954年10月观音乡改属钱湖区，1956年6月观音乡并入云龙乡，属钱湖区，石桥乡、甲村乡并为鄞溪乡，属横溪区，1958年10月改为云龙、甲村、石桥3个管理区，云龙管理区属东钱湖（钱湖）人民公杜，甲村、石桥2个管理区属红旗（横溪）人民公社，1959年10月石桥管理区并入甲村管理区，1961年6月改为云龙公社、甲村公社，9月属横溪区，1983年6月改为甲村乡、云龙乡，1987年4月云龙乡改为云龙镇，1992年5月甲村乡并入云龙镇:124。

## 行政区划
云龙镇下辖以下地区：
云龙社区、王夹岙村、荻江村、云龙村、双桥村、前后陈村、姚家浦村、园谗村、前徐村、冠英村、顿岙村、甲村、徐东埭村、石桥村、荷花桥村、上李家村、陈黄村和任新村。